# Give
Give är en tätort i Vejle kommun i Region Syddanmark i Danmark. Tätorten har 4 682 invånare (2024). Den ligger på Jylland, cirka 24 kilometer nordväst om Vejle. Give var centralort i Give kommun fram till kommunreformen 2007.

## Historia
På 1100-talet byggdes en kyrka och det fanns en helig källa vid kyrkan som drog till sig besökare. Det växte upp ett samhälle. Orten växte mer sedan den blev knutpunkt mellan Vejle–Give Jernbane och Give–Herning Jernbane sedan 1914.